# Ивелин Аладжов
Ивелин Севдалинов Аладжов е български футболист на Литекс (Ловеч). Юношески национален състезател на България във формацията при 19-годишните. От началото на 2014 г. играе под наем в Дунав (Русе).
Продукт на Академия Литекс, може да играе на всеки един пост в защита, но титулярната му позиция е ляв или десен краен бранител. Силният му крак е десният. Роден е на 29 април 1994 г. в Тетевен, но живее и израства в Градежница.

## Състезателна кариера
Започва да тренира футбол през 2006 г. в ДЮШ на Спартак (Плевен). Първият му треньор в Плевен е Здравко Пешаков. Година по-късно преминава в Академия Литекс. Първият му треньор в Литекс е Димитър Здравчев.
С друг треньор при „оранжевите“ Евгени Колев става шампион в Елитната юношеска група до 17 години през 2011 г., а две години по-късно и в Елитната юношеска група до 19 години.
През 2013 година старши треньорът на Литекс Христо Стоичков го взима в първия отбор. Прави официален дебют в А група на 25 май същата година при гостуването на Черноморец (Бургас).
От началото на 2014 г. е пратен под наем да се обиграва във втородивизионния Дунав (Русе).

## Национален отбор
Получава първата си покана от Ферарио Спасов за селекцията при 17-годишните и участва в европейските квалификации срещу отборите на Гърция, Хърватия и Израел.
Селекционера на националния отбор до 19 години Владо Стоянов също го кани и участва в европейските квалификации срещу връстниците си от Унгария, Австрия, Андора, Португалия, Дания и Чехия.

## Успехи
- Шампион на България при юноши младша възраст, родени 1994 г. - 2010/11
- Шампион на България при юноши старша възраст, родени 1994 г. – 2012/13
- Купа на БФС
  - Финалист – 2011